# Pradines (Corrèze)
Pour les articles homonymes, voir Pradines.
Pradines (Pradinas en occitan) est une commune française située dans le département de la Corrèze en région Nouvelle-Aquitaine.

## Géographie

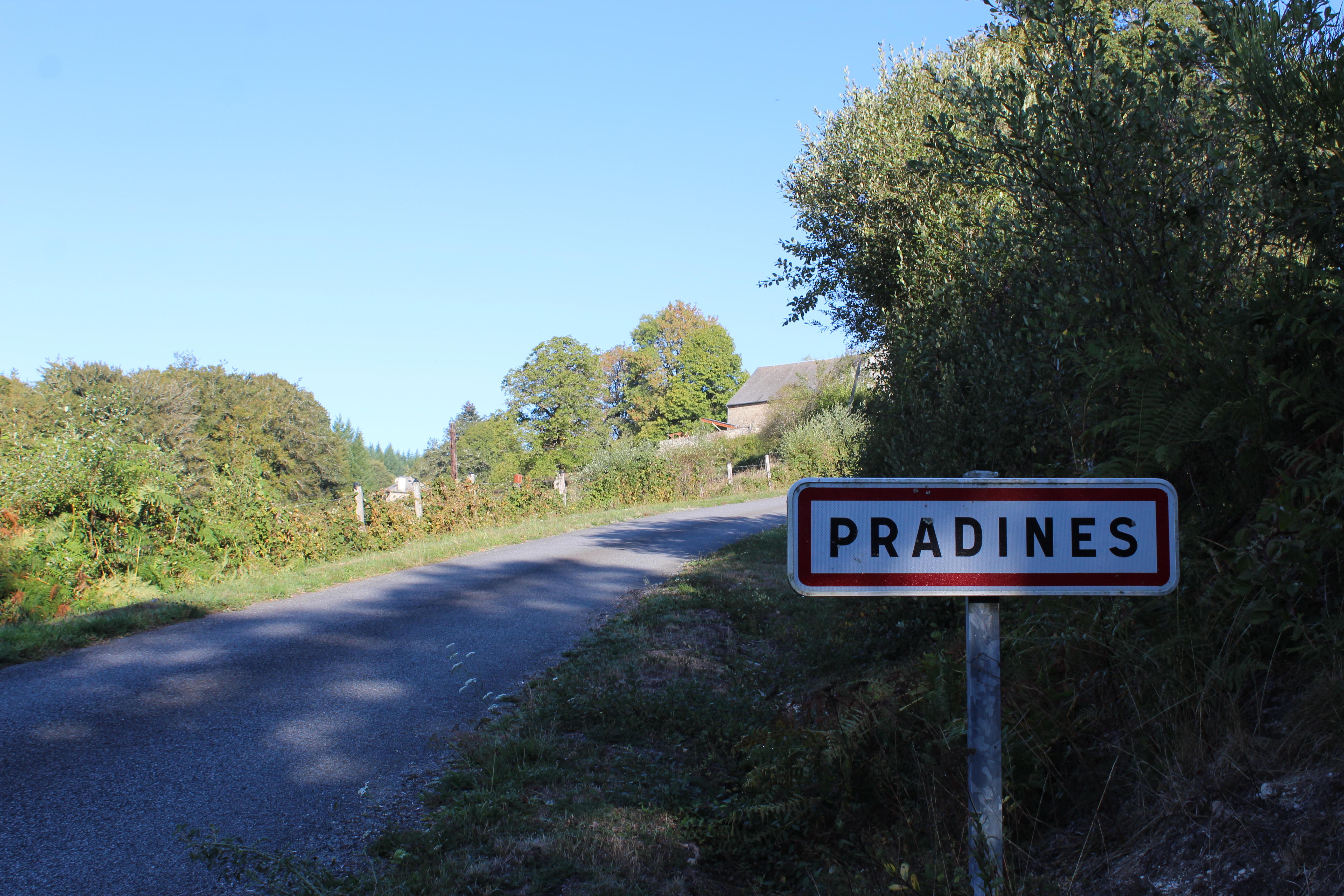
Entrée du village par la route de La Vaysse.

Commune du Massif central située sur le plateau de Millevaches dans le parc naturel régional de Millevaches en Limousin, elle est arrosée par la Corrèze de Pradines et par la Douyge qui y prend sa source.
Outre le bourg, la commune possède quatre hameaux :
- au nord, le Magoutier à 3 km et Pradines-Vieille à 5 km ;
- à l'est, le Mazaleyrat à 5 km ;
- au sud, Peyrat à 2 km.

### Communes limitrophes
Les communes limitrophes sont Bonnefond, Chaumeil, Gourdon-Murat, Grandsaigne, Lestards et Veix.
|          | Gourdon-Murat      |           |
| Lestards | Pradines (Corrèze) | Bonnefond |
| Veix     | Grandsaigne        |           |

### Climat
Pour des articles plus généraux, voir Climat de la Nouvelle-Aquitaine et Climat de la Corrèze.
Historiquement, la commune est exposée à un climat montagnard.
En 2020, Météo-France publie une typologie des climats de la France métropolitaine dans laquelle la commune est exposée à un climat de montagne et est dans la région climatique  Ouest et nord-ouest du Massif Central, caractérisée par une pluviométrie annuelle de 900 à 1 500 mm, maximale en automne et en hiver.
Pour la période 1971-2000, la température annuelle moyenne est de 9,7 °C, avec  une amplitude thermique annuelle de 14,5 °C. Le cumul annuel moyen de précipitations est de 1 436 mm, avec 14,4 jours de précipitations en janvier et 8,6 jours en juillet. Pour la période 1991-2020, la température moyenne annuelle observée sur la station météorologique la plus proche, située sur la commune d'Égletons à 15 km à vol d'oiseau, est de 10,6 °C et le cumul annuel moyen de précipitations est de 1 428,5 mm,. Pour l'avenir, les paramètres climatiques de la commune estimés pour 2050 selon différents scénarios d’émission de gaz à effet de serre sont consultables sur un site dédié publié par Météo-France en novembre 2022.

## Urbanisme

### Typologie
Au 1er janvier 2024, Pradines est catégorisée commune rurale à habitat très dispersé, selon la nouvelle grille communale de densité à 7 niveaux définie par l'Insee en 2022. Elle est située hors unité urbaine et hors attraction des villes,.

### Occupation des sols
L'occupation des sols de la commune, telle qu'elle ressort de la base de données européenne d’occupation biophysique des sols Corine Land Cover (CLC), est marquée par l'importance des forêts et milieux semi-naturels (72,7 % en 2018), une proportion sensiblement équivalente à celle de 1990 (73,5 %). La répartition détaillée en 2018 est la suivante : forêts (66,1 %), prairies (23,8 %), milieux à végétation arbustive et/ou herbacée (6,6 %), zones agricoles hétérogènes (3,5 %).
L'évolution de l’occupation des sols de la commune et de ses infrastructures peut être observée sur les différentes représentations cartographiques du territoire : la carte de Cassini (XVIIIe siècle), la carte d'état-major (1820-1866) et les cartes ou photos aériennes de l'IGN pour la période actuelle (1950 à aujourd'hui).

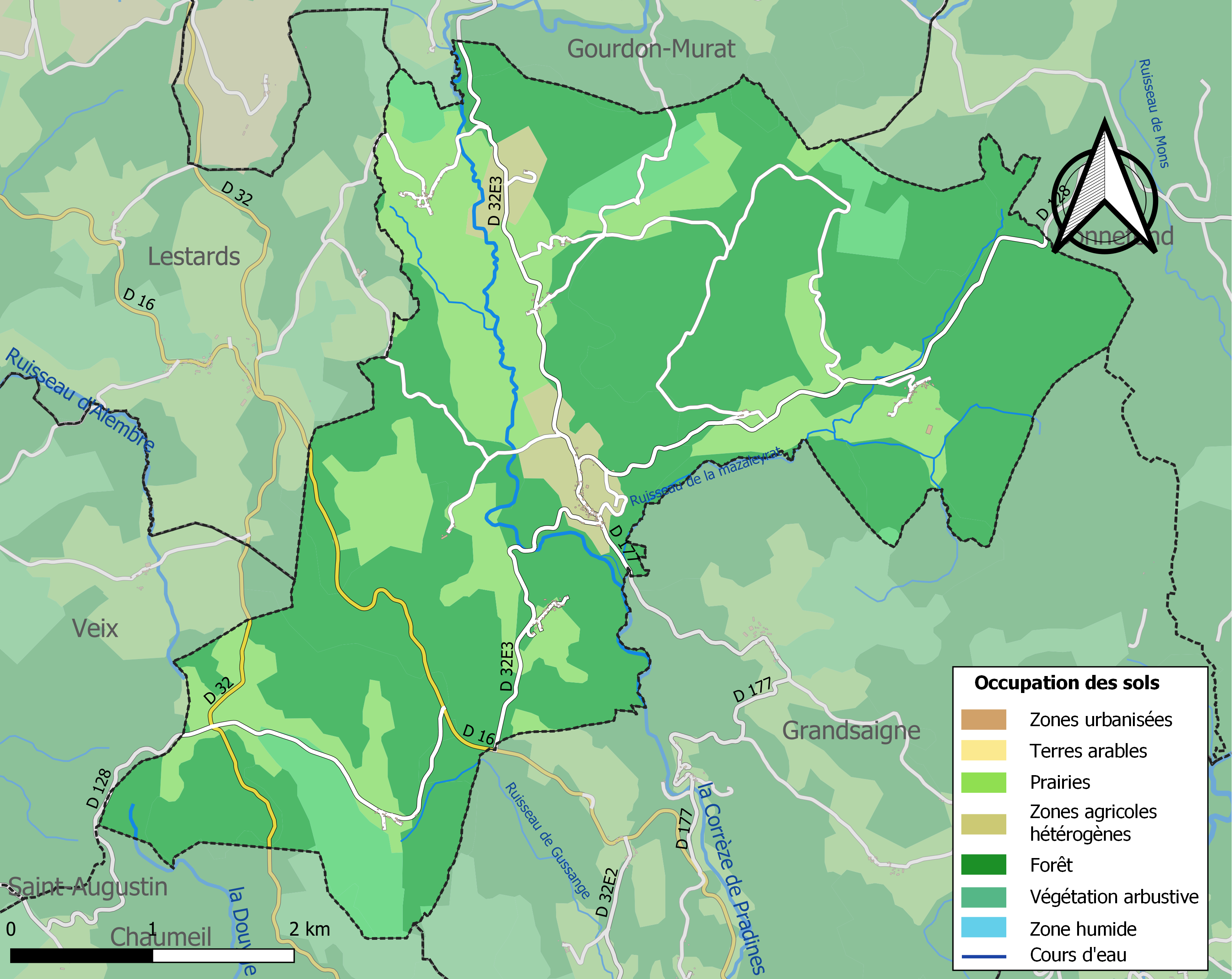
Carte des infrastructures et de l'occupation des sols de la commune en 2018 (CLC).

### Risques majeurs
Le territoire de la commune de Pradines est vulnérable à différents aléas naturels : météorologiques (tempête, orage, neige, grand froid, canicule ou sécheresse), feux de forêts et séisme (sismicité très faible). Il est également exposé à un risque particulier : le risque de radon. Un site publié par le BRGM permet d'évaluer simplement et rapidement les risques d'un bien localisé soit par son adresse soit par le numéro de sa parcelle.

#### Risques naturels

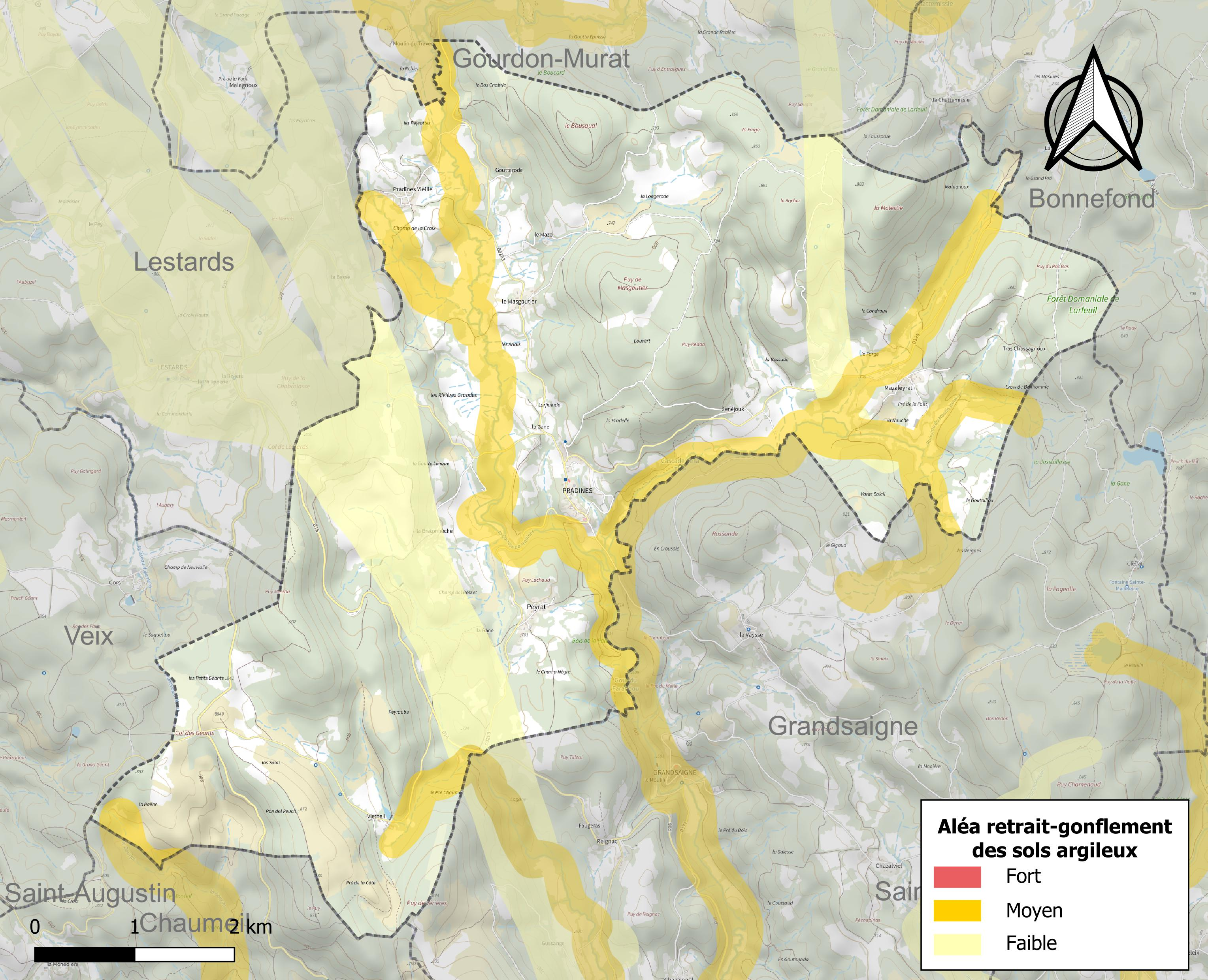
Carte des zones d'aléa retrait-gonflement des sols argileux de Pradines.

Le retrait-gonflement des sols argileux est susceptible d'engendrer des dommages importants aux bâtiments en cas d’alternance de périodes de sécheresse et de pluie. 15,8 % de la superficie communale est en aléa moyen ou fort (26,8 % au niveau départemental et 48,5 % au niveau national). Sur les 116 bâtiments dénombrés sur la commune en 2019, six sont en aléa moyen ou fort, soit 5 %, à comparer aux 36 % au niveau départemental et 54 % au niveau national. Une cartographie de l'exposition du territoire national au retrait gonflement des sols argileux est disponible sur le site du BRGM,.
Concernant les feux de forêt, aucun plan de prévention des risques incendie de forêt (PPRIF) n’a été établi en Corrèze, néanmoins le code de l’urbanisme impose la prise en compte des risques dans les documents d’urbanisme. Le périmètre des servitudes d'utilité publique et des zones d'obligation légale de débroussaillement pour les particuliers est quant à lui défini pour la commune dans une carte dédiée. 

#### Risque particulier
Dans plusieurs parties du territoire national, le radon, accumulé dans certains logements ou autres locaux, peut constituer une source significative d’exposition de la population aux rayonnements ionisants. Certaines communes du département sont concernées par le risque radon à un niveau plus ou moins élevé. Selon la classification de 2018, la commune de Pradines est classée en zone 3, à savoir zone à potentiel radon significatif. 

## Histoire

### Période gallo-romaine

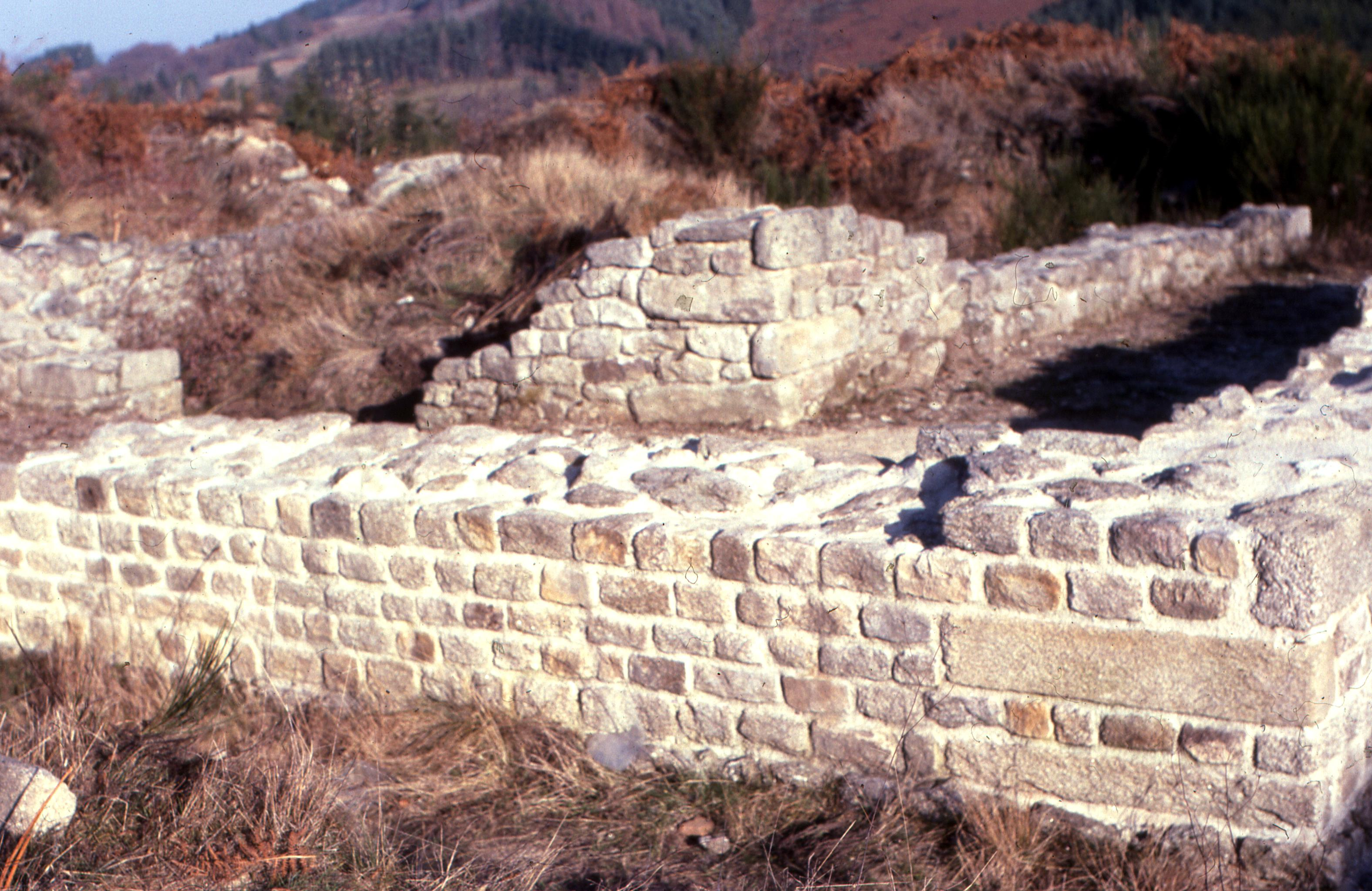
Le fanum avant les fouilles de 1980-1981.

Deux sanctuaires publics, situés au col des Géants ou des Jaillants, ont été fouillés après avoir été repérés à la fin des années 1950 et après que de nombreux objets antiques ont été recueillis à l'emplacement d'un bâtiment. La fouille du site a permis de mettre au jour deux fanums.
En 1981 et 1982, deux nouvelles campagnes de fouilles ont porté sur la partie nord de la galerie et les extérieurs ouest et nord du fanum.
La situation géographique de ces temples, en position dominante, sur un col, évoque un sanctuaire routier.

### Période moderne et contemporaine

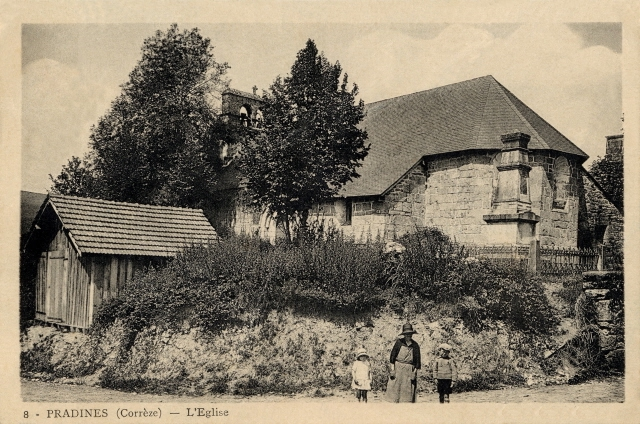
Carte postale de la place de l'église vers 1925 (le monument aux morts est déjà présent).

## Politique et administration

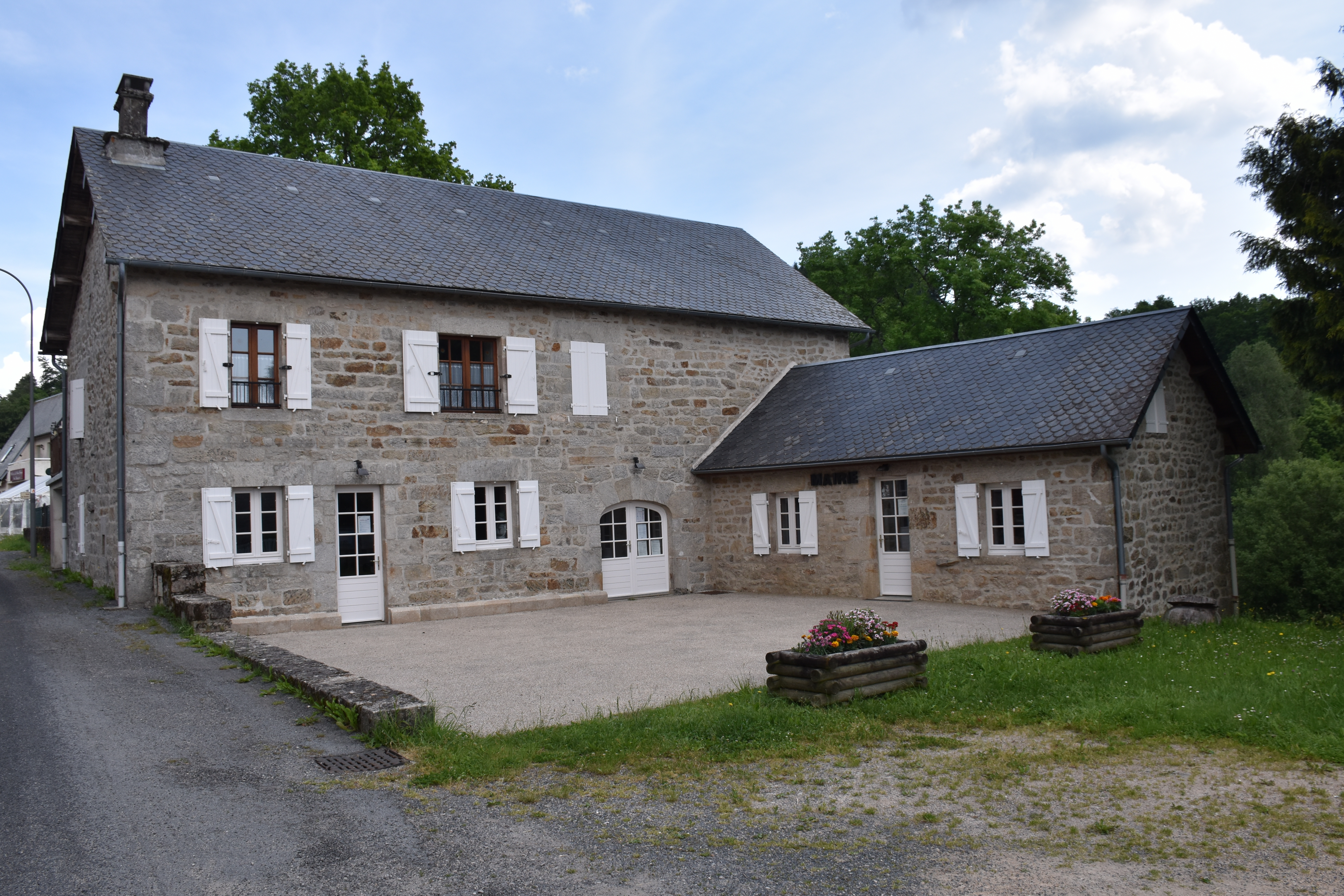
La mairie.
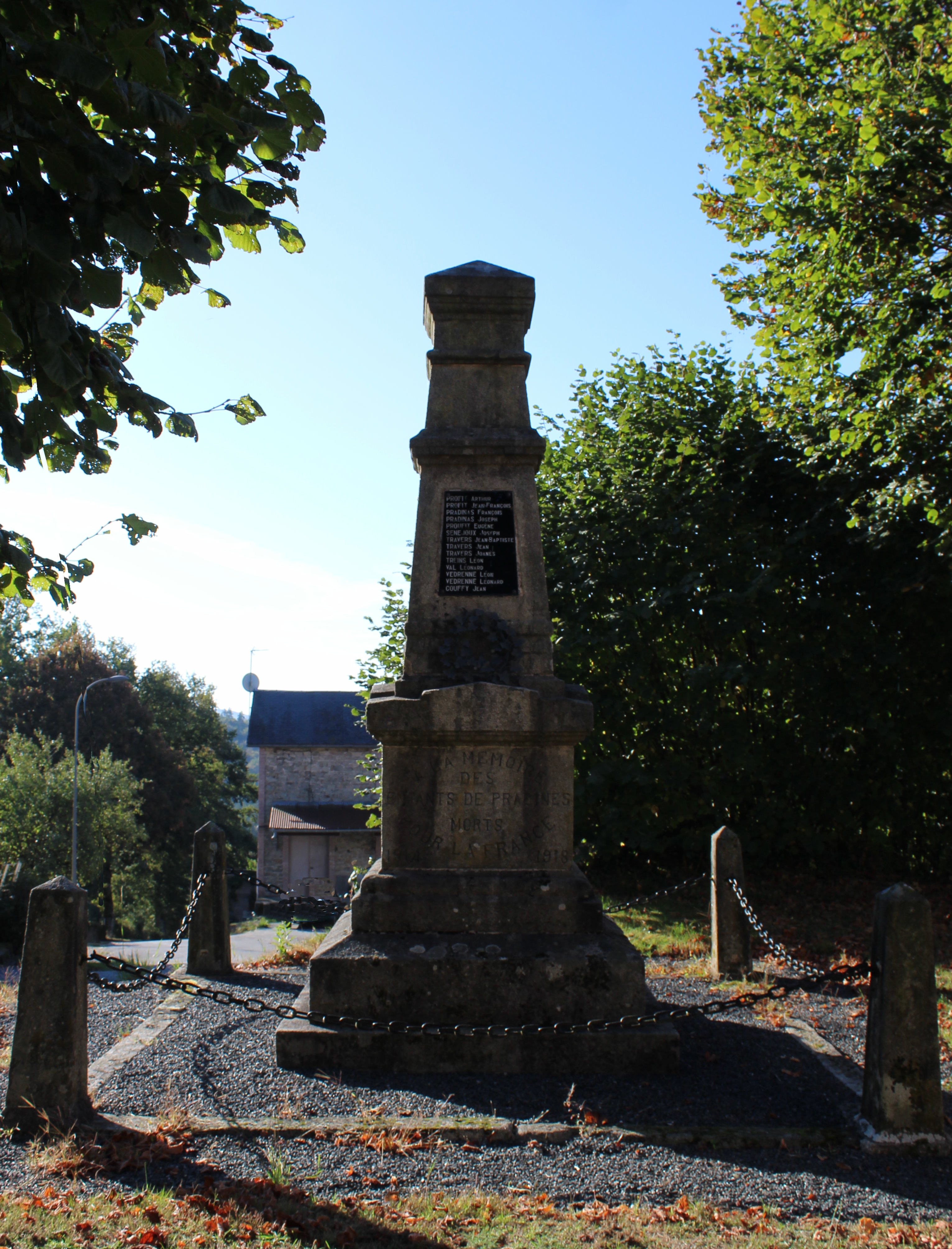
Le monument aux morts.
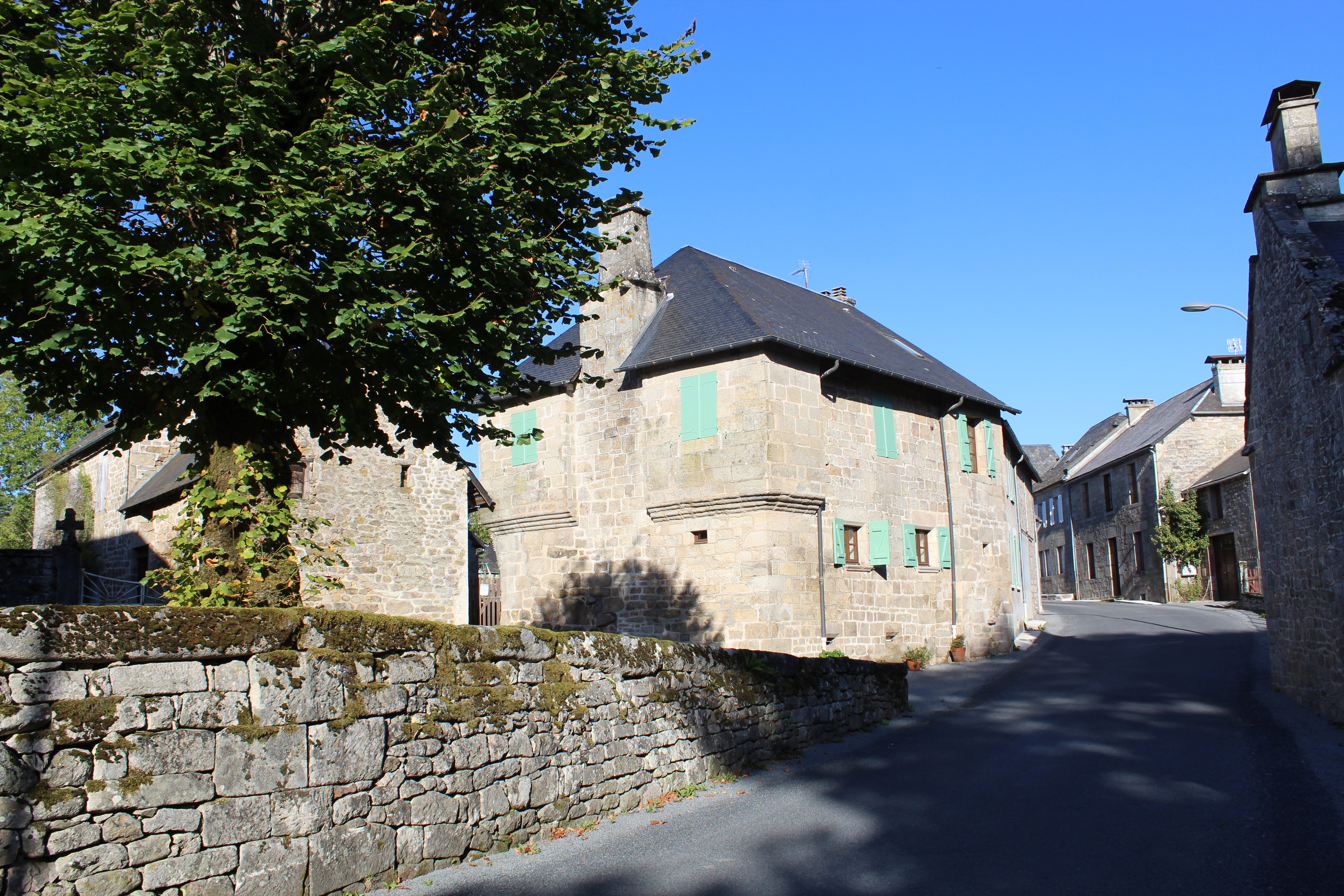
La rue principale.

| Période    | Période   | Identité                                     | Étiquette | Qualité                     |
| ---------- | --------- | -------------------------------------------- | --------- | --------------------------- |
| avant 1981 | Juin 1995 | Albert Laurent                               | PCF       | Retraité                    |
| Juin 1995  | Mars 2001 | Jean Madranges                               | PCF       | Métallurgiste à la retraite |
| mars 2001  | En cours  | André Laurent Réélu pour le mandat 2020-2026 | PCF       | Retraité Fonction publique  |

## Démographie
| 1793 | 1800 | 1806 | 1821 | 1831 | 1836 | 1841 | 1846 | 1851 |
| ---- | ---- | ---- | ---- | ---- | ---- | ---- | ---- | ---- |
| 595  | 340  | 447  | 437  | 484  | 490  | 491  | 600  | 639  |

| 1856 | 1861 | 1866 | 1872 | 1876 | 1881 | 1886 | 1891 | 1896 |
| ---- | ---- | ---- | ---- | ---- | ---- | ---- | ---- | ---- |
| 544  | 548  | 572  | 559  | 604  | 640  | 674  | 648  | 637  |

| 1901 | 1906 | 1911 | 1921 | 1926 | 1931 | 1936 | 1946 | 1954 |
| ---- | ---- | ---- | ---- | ---- | ---- | ---- | ---- | ---- |
| 577  | 603  | 526  | 522  | 506  | 450  | 380  | 330  | 254  |

| 1962 | 1968 | 1975 | 1982 | 1990 | 1999 | 2006 | 2008 | 2013 |
| ---- | ---- | ---- | ---- | ---- | ---- | ---- | ---- | ---- |
| 237  | 182  | 152  | 141  | 120  | 95   | 102  | 104  | 105  |

| 2018 | 2022 | - | - | - | - | - | - | - |
| ---- | ---- | - | - | - | - | - | - | - |
| 86   | 86   | - | - | - | - | - | - | - |

## Lieux et monuments
- Église Saint-Georges de Pradines. Le clocher-mur « aveugle » est soutenu par deux imposants contreforts.

L'église
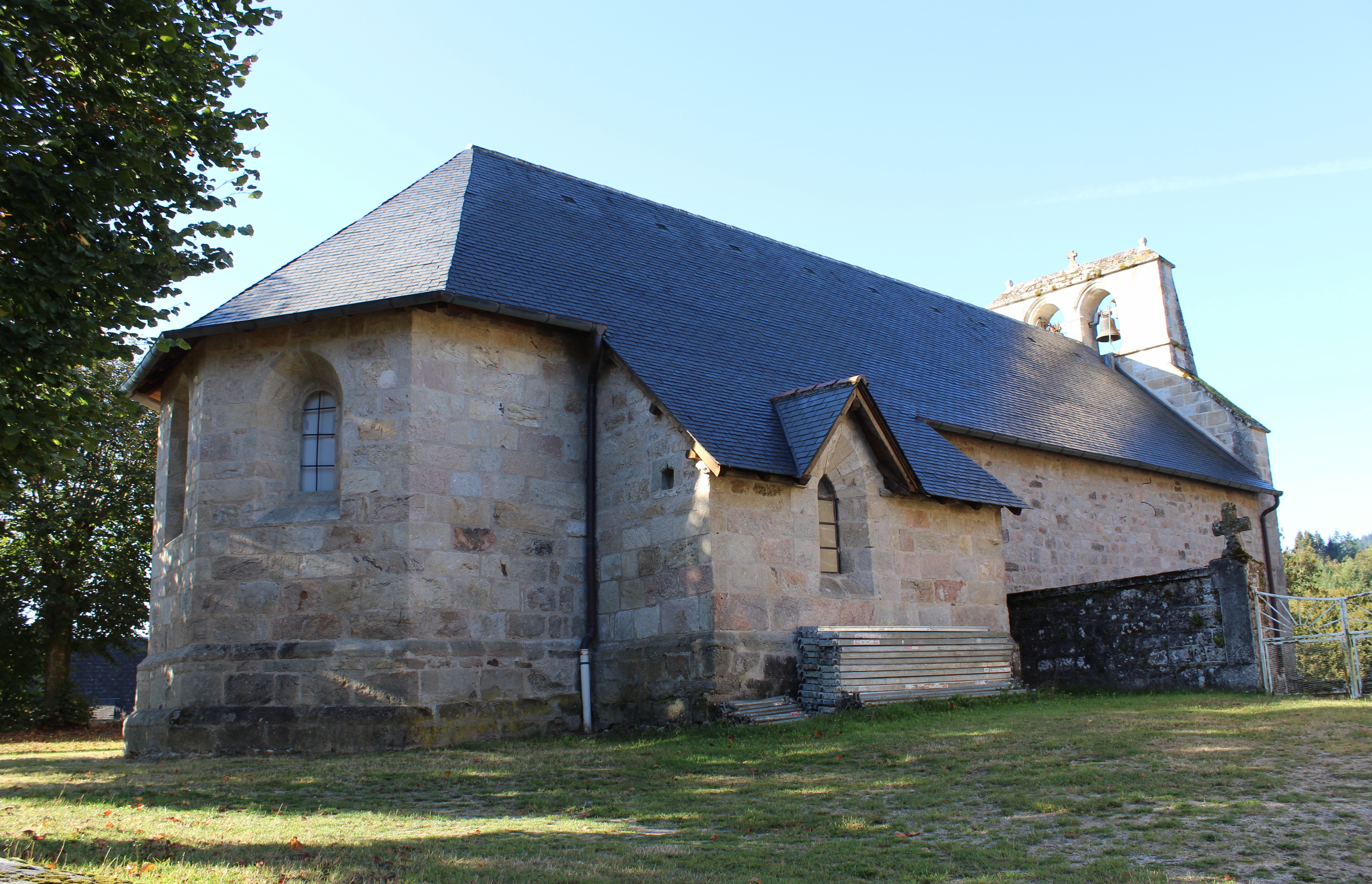
Façade nord.
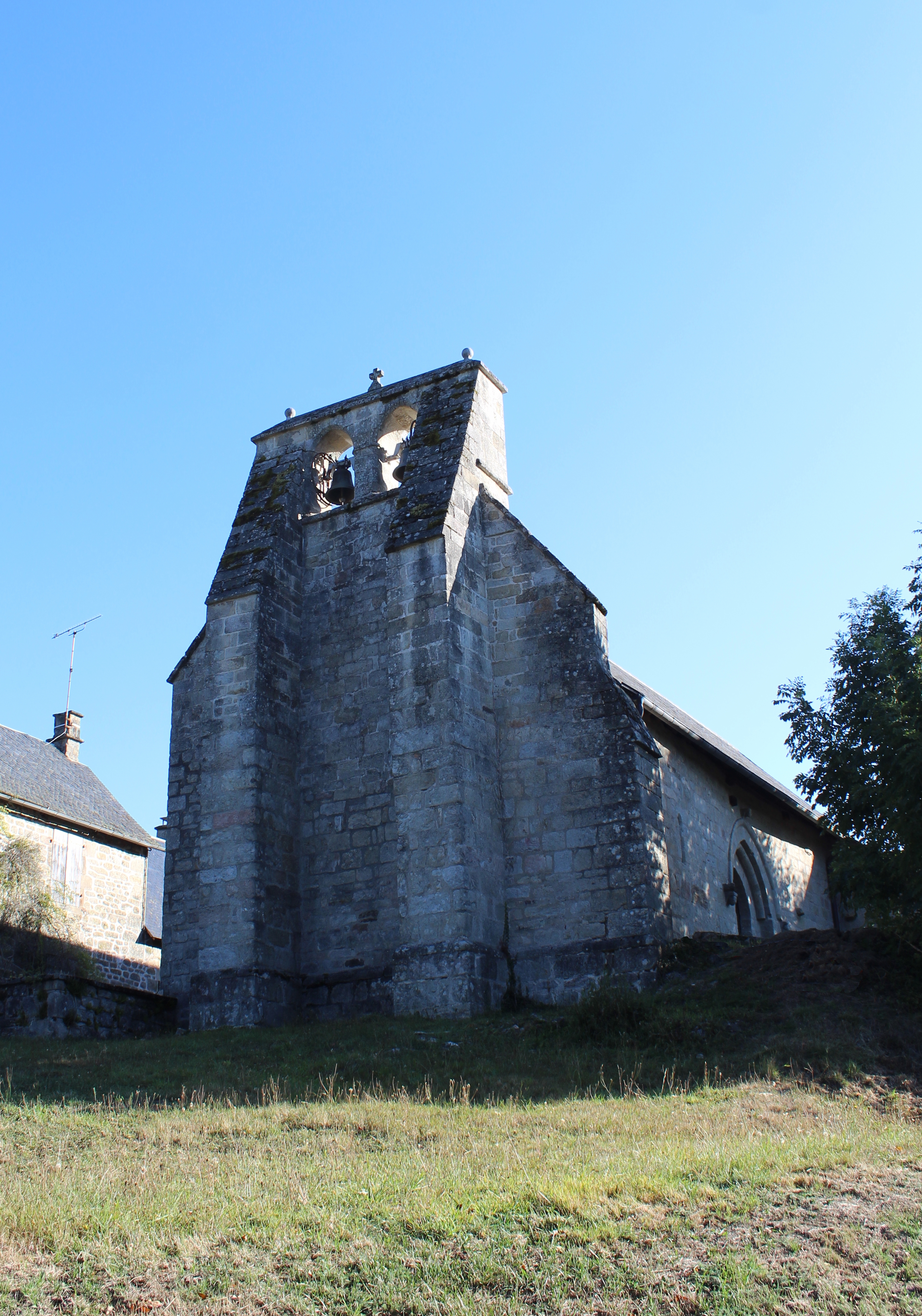
Clocher-mur.
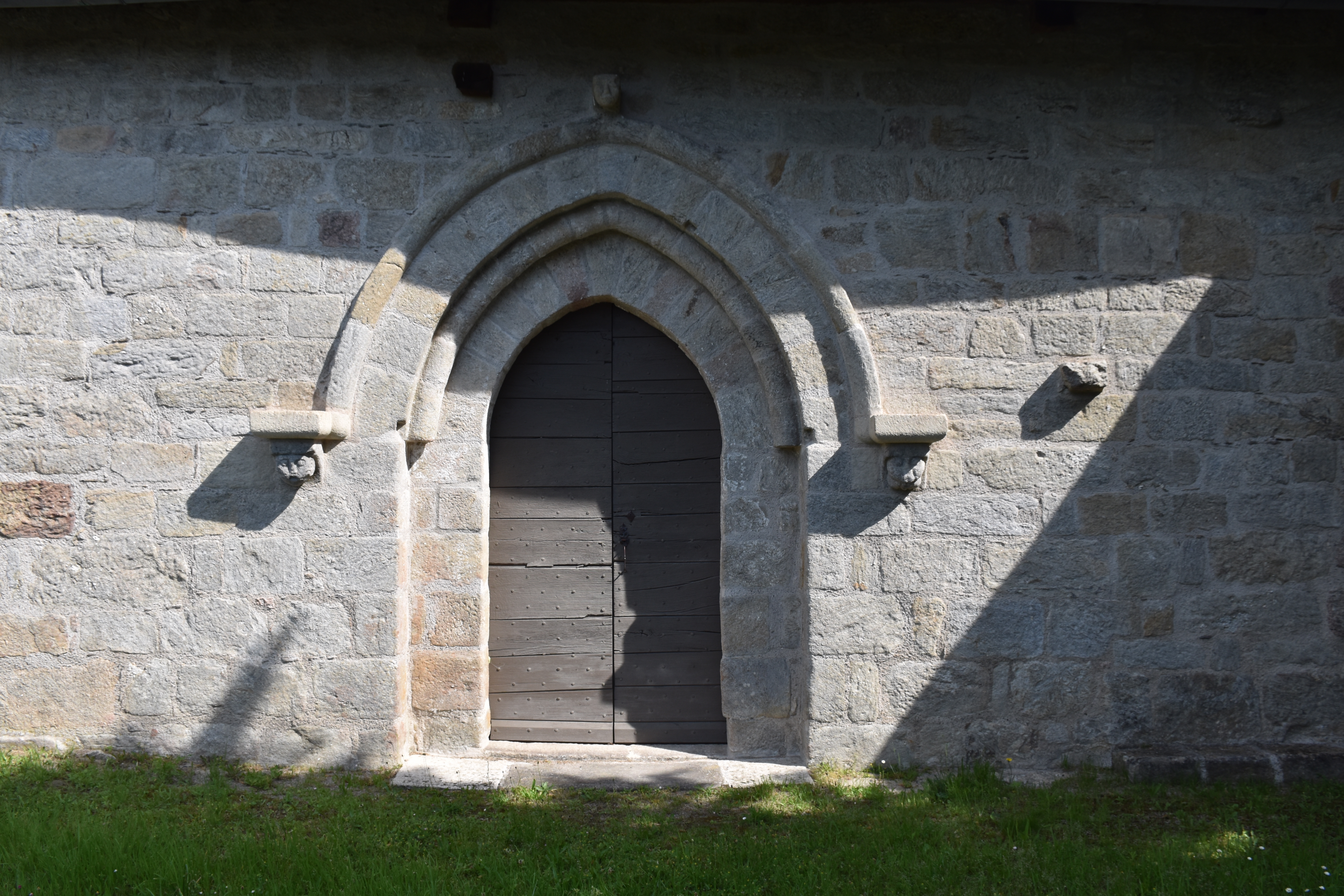
Porche gothique.
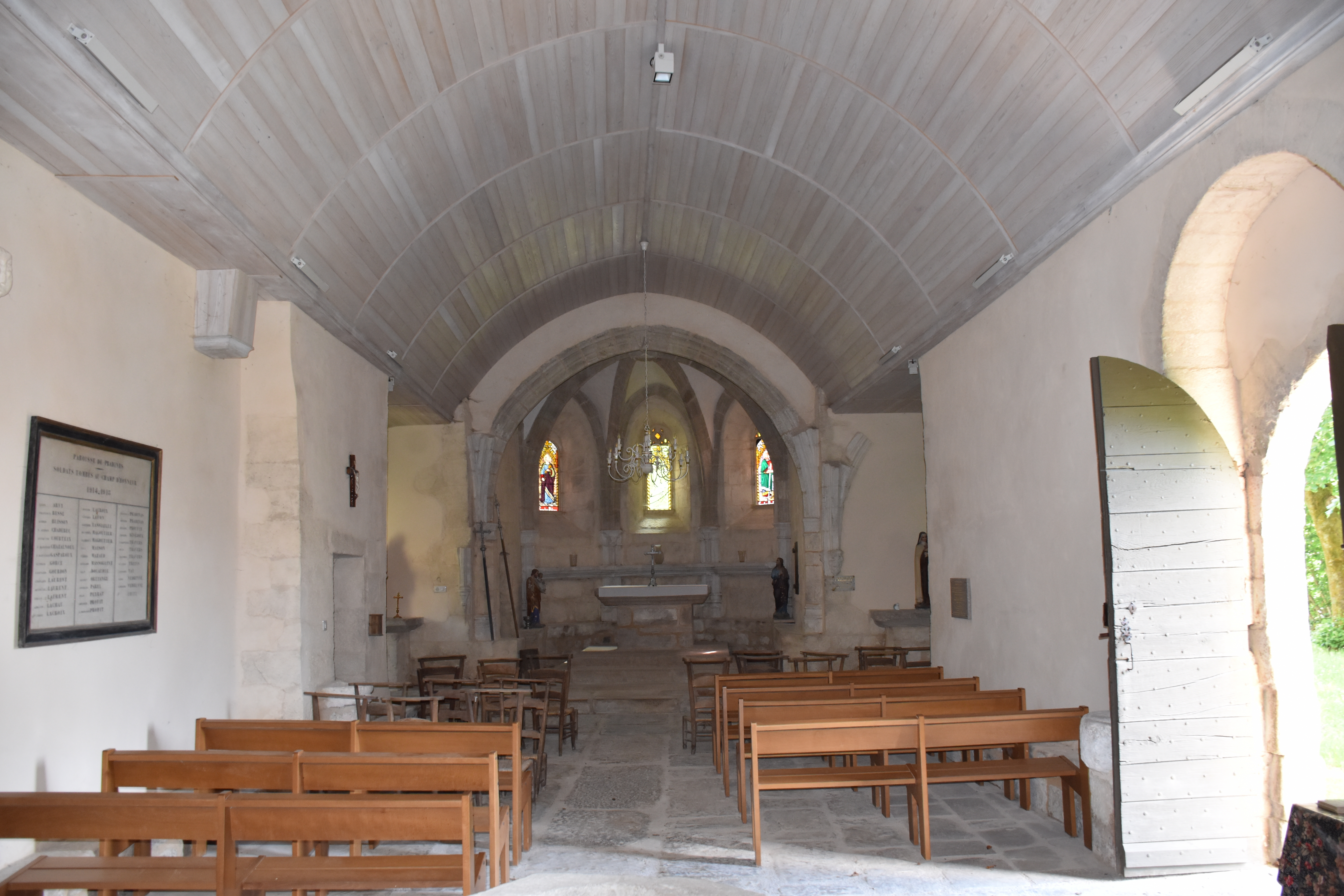
Nef côté chœur.

- Le village abandonné de Clédat (dont l'entretien est co-géré par les communes de Bonnefond, Grandsaigne et Pradines).
- Le sanctuaire gallo-romain au col des Jaillants.
- Le col des Géants (824 m).

## Personnalités liées à la commune
- Jean Madranges (1925-2011), ancien maire de la commune de 1995 à 2001 et résistant durant la Seconde Guerre mondiale.

## Héraldique
| Blason de Pradines | Blason  | D'azur au lion d'argent.                         |
| Blason de Pradines | Détails | Le statut officiel du blason reste à déterminer. |